# Јан Вертонген
Јан Вертонген (хол. Jan Vertonghen; Син Никлас, 24. април 1987) белгијски је фудбалер, који наступа за Андерлехт. Може да игра на разним позицијама у одбрани али је најчешће досада играо на месту централног бека. 
После одласка Луиса Суареза у Ливерпул, Вертонген је постао заменик капитена у Ајаксу а после одласка Мартина Стекеленбурга у Рому, Вертонген постаје капитен Ајакса. Године 2012. проглашен је за најбољег играча Холандске лиге за претходну сезону, а у јулу те године прелази у Тотенхем. У марту 2013. освојио је награду за најбољег играча месеца у Премијер лиги и тако постао други Белгијанац и дванаести играч Тотенхема који је освојио ту награду. Освојио је и два првенства Холандије (2011/12, 2012/13) и један холандски КНВБ куп (2009/10) са Ајаксом. 
С белгијском репрезентацијом наступао је на Олимпијским играма 2008. године које је Белгија завршила на четвртом месту и на Светском првенству 2014. у Бразилу. У Русији на Светском првенству 2018., Белгија је освојила треће место.

## Трофеји

### Ајакс
- Ередивизија (2) : 2010/11, 2011/12.
- Куп Холандије (2) : 2006/07, 2009/10.

## Играчка статистика

### Репрезентација
Статистика до 30. март 2021.
| Белгија | Белгија | Белгија |
| Год.    | Наступи | Голови  |
| ------- | ------- | ------- |
| 2007    | 6       | 0       |
| 2008    | 7       | 0       |
| 2009    | 7       | 1       |
| 2010    | 7       | 0       |
| 2011    | 8       | 1       |
| 2012    | 9       | 2       |
| 2013    | 10      | 0       |
| 2014    | 13      | 1       |
| 2015    | 9       | 1       |
| 2016    | 13      | 0       |
| 2017    | 9       | 2       |
| 2018    | 12      | 1       |
| 2019    | 8       | 0       |
| 2020    | 5       | 0       |
| 2021    | 13      | 0       |
| 2022    | 3       | 0       |
| Укупно  | 139     | 9       |